# Winton Dean
Winton Dean, né le 18 mars 1916 à Birkenhead et mort le 19 décembre 2013 à Hambledon, est un musicologue anglais, plus particulièrement célèbre pour ses travaux de recherche concernant la vie et l'œuvre de Haendel, en particulier ses opéras et ses oratorios.

## Biographie
Il est né à Birkenhead et fit ses études à Harrow puis à Cambridge. Dean fut remarqué comme musicologue, surtout après la Seconde Guerre mondiale, lorsqu'il publia plusieurs ouvrages concernant les compositions de Georges Bizet. Cependant, c'est à Haendel qu'il consacra l'essentiel de son activité, avec des ouvrages tels que : Handel’s Dramatic Oratorios and Masques (1959), Handel and the Opera Seria (Berkeley, 1969) ou encore une étude plus générale sur l'opéra : Essays on Opera (Oxford, 1990, 2/1993). Son ouvrage de référence sur les opéras de Haendel consiste en deux volumes (1704-1726 et 1726-1741) publiés respectivement en 1987 et 2006.
Winton Dean a contribué de façon majeure à nombre de publications musicologiques, parmi lesquelles Musical Times et Opera. Ses écrits concernent également l'opéra français et l'opéra italien avant Verdi. Néanmoins, sa réputation repose essentiellement sur ses analyses des œuvres de Haendel, son livre Handel’s Dramatic Oratorios and Masques est largement considéré comme fondateur non seulement dans la recherche haendelienne, mais aussi pour la musicologie en général, grâce aux commentaires détaillés de documents originaux et à l'approche synthétique du sujet.

## Publications
- Winton Dean (1959), Handel's Dramatic Oratorios and Masques, Oxford University Press
- Winton Dean, J Merrill Knapp (1987), Handel's operas: 1704–1726, Oxford University Press,  (ISBN 978-0-19-315219-9)
- Winton Dean (2006), Handel's Operas, 1726-1741, Boydell Press,  (ISBN 1-84383-268-2)